# Pedro Carasa
Pedro Carasa Soto (nacido en Prádanos de Bureba) es un historiador español, catedrático de historia contemporánea de la Universidad de Valladolid.
Discípulo de Luis Enciso Recio, es autor de títulos como, entre otros, El sistema hospitalario español en el siglo XIX (de la asistencia benéfica al modelo sanitario actual) (1985), donde aborda el estudio de la estructura hospitalaria española tras la crisis del Antiguo Régimen; Pauperismo y revolución burguesa (Burgos, 1750-1900), una obra dividida en tres partes donde trata respectivamente la sociedad, la pobreza y la beneficencia en la provincia de Burgos; La Reina en la ciudad. Usos de la Historia de la visita de Isabel II a Valladolid, 1858 (2007).
Impulsor en la década de 1990 del estudio de las élites en la historiografía española, ha dirigido Élites Castellanas de la Restauración. Una aproximación al poder político de Castilla/Diccionario biográfico de Parlamentarios castellanos y leoneses (1876-1923) (1997), una obra dividida en un diccionario biográfico de parlamentarios de la Restauración en las provincias de la actual Castilla y León en el período 1876-1923 y en un estudio de la red caciquil a escala provincial.